# Мантуа (провинция)
Мантуа (на италиански: Provincia di Mantova, Провинча ди Мантова, на немски: Mantua, названието в България е утвърдено от немски) е провинция в Италия, в региона Ломбардия.
Площта ѝ е 2339 км², а населението – около 400 000 души (2007). Провинцията включва 64 общини, административен център е град Мантуа.

## Административно деление
Провинцията се състои от 64 общини:
- Мантуа
- Азола
- Акуанегра сул Киезе
- Баньоло Сан Вито
- Борго Вирджилио
- Боргокарбонара
- Борго Мантовано
- Боцоло
- Виадана
- Вилимпента
- Волта Мантована
- Гадзолдо дели Иполити
- Гацуоло
- Гойто
- Гондзага
- Гуидицоло
- Дозоло
- Кавриана
- Казалморо
- Казалолдо
- Казалромано
- Кането сул'Ольо
- Кастел Гофредо
- Кастел д'Арио
- Кастелбелфорте
- Кастелукио
- Кастильоне деле Стивиере
- Комесаджо
- Куинджентоле
- Куистело
- Куртатоне
- Манякавало
- Мариана Мантована
- Маркария
- Мармироло
- Медоле
- Моля
- Мондзамбано
- Мотеджана
- Остиля
- Пегоняга
- Пиубега
- Поджо Руско
- Помпонеско
- Понти сул Минчо
- Порто Мантовано
- Редондеско
- Ривароло Мантовано
- Ровербела
- Родиго
- Ронкофераро
- Сабионета
- Сан Бенедето По
- Сан Джакомо деле Сеняте
- Сан Джовани дел Досо
- Сан Джорджо Бигарело
- Сан Мартино дал'Арджине
- Серавале а По
- Сермиде и Фелоника
- Скивеноля
- Солферино
- Судзара
- Сустиненте
- Черезара